# آردبلیو قیفاووس

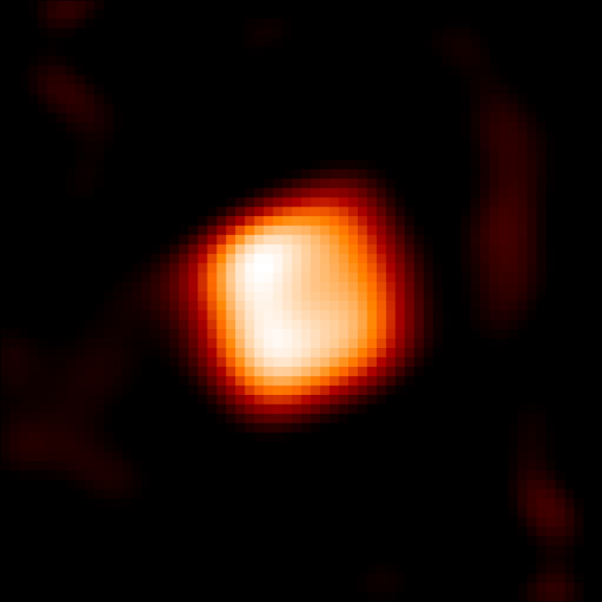
نمایی از فراغول سرخ «آردبلیو قیفاووس»

آردبلیو قیفاووس (به انگلیسی: RW Cephei) یک فراغول سرخ در صورت فلکی قیفاووس است. فاصلهٔ این ستاره با سامانه خورشیدی حدود ۱۱٬۵۰۰ سال نوری است.این ستاره چهارمین ستاره بزرگ جهان است.